# Coonardoo
A Coonardoo Catharine Susannah Prichard 1928-ban publikált regénye.
A XX. századi ausztrál irodalom egyik megható és mozgalmas műve.

## Cselekmény
A Coonardo egy bennszülött ausztrál lány története, aki beleszeret egy fehér telepesbe. Szerelmük plátói marad, mivel a társadalom, melyben akkor éltek nem engedte beteljesedni.
A történet a kopár, forró északnyugat-ausztráliai síkságon játszódik. A szerző élénken jeleníti meg az ausztrál táj és klíma kettős arcát, a perzselő naptól felhevült és kiszáradt, vörös, szinte marsbéli sivatagos tájat, és az esős időszakokban megjelenő vadvirág rengeteget, a gazdag flórát és faunát.
A táj, és a különös korabeli társadalmi viszonyokat feltáró szerelmi szál teszi jellegzetesen ausztrállá a regényt.